# أيرميش (غوهران)
أیرمیش (بالفارسية: ایرمیش) هي قرية تقع في إيران في قسم غوهران الريفي. يقدر عدد سكانها بـ 324 نسمة بحسب إحصاء 2016.